# Барчук Анатолій Трохимович
Анато́лій Трохи́мович Барчу́к (16 листопада 1939, Бабанка, Уманський район, Черкаська область, Українська РСР — 7 червня 2015, Київ, Україна) — український актор театру, кіно та дубляжу. Заслужений артист УРСР (1983). Народний артист України (2007).

## Біографія
Народився 16 листопада 1939 року у селі Бабанка Черкаської області.
У 1963 році закінчив акторський факультет Київського інституту театрального мистецтва імені Івана Карпенка-Карого (курс М. Карасьова). Був актором кіностудії імені Олександра Довженка.
Перша роль у кіно — тато Коля у російській стрічці «Найповільніший поїзд» (1963).
Також серед ролей у кіно: Іван Кудря у фільмі «Два роки над прірвою» (1966). У грудні 1966 року брав участь у фестивалі кіномистецтв у Кам'янці-Подільському , з Іваном Миколайчуком був гостем студентського клубу .
У 1983 році став заслуженим артистом УРСР.
Після здобуття Україною незалежності, включився у роботу в національному кінематографі. Зокрема, зіграв епізодичну роль у стрічці Григорія Кохана «Страчені світанки» — про боротьбу УПА.
7 вересня 2007 року за вагомий особистий внесок у розвиток національного кіномистецтва, багаторічну плідну творчу діяльність і високий професіоналізм та з нагоди Дня українського кіно надано звання «Народний артист України» .
Помер 7 червня 2015 року у Києві, похований на Байковому кладовищі.

## Фільмографія
- «Найповільніший поїзд» (1963)
- «Два роки над прірвою» (1966)
- «Великі клопоти через маленького хлопчика» (1967)
- «Анничка» (1968)
- «На Київському напрямку» (1968)
- «Втікач з „Янтарного“» (1968)
- «Поштовий роман» (1969)
- «Мир хатам, війна палацам» (1970)
- «На зорі туманної юності» (1970)
- «Олеся» (1970)
- «Сади Семіраміди» (1970)
- «Хліб і сіль» (1970)
- «Вершник» (1972)
- «Нічний мотоцикліст» (1972)
- «Пропала грамота» (1972)
- «Як гартувалася сталь» (1973)
- «Коли людина посміхнулась» (1973)
- «Парашути на деревах» (1973)
- «Повість про жінку» (1973)
- «Гуси-лебеді летять» (1974)
- «Марина» (1974)
- «Таємниця партизанської землянки» (1974)
- «Важкі поверхи» (1974)
- «Хто був нічим...» (1974)
- «…той стане всім…» (1975)
- «Я — Водолаз-2» (1975)
- «Еквілібрист» (1976)
- «Пам'ять землі» (1976)
- «Спогад…» (1977)
- «За п'ять секунд до катастрофи» (1977)
- «Р. В. С.» (1977)
- «Бачу ціль» (1978)
- «За все у відповіді» (1978)
- «Підпільний обком діє» (1978)
- «Поїзд надзвичайного призначення» (1979)
- «Сцени з сімейного життя» (1979)
- «Важка вода» (1979)
- «„Мерседес“ втікає від погоні» (1980)
- «Від Бугу до Вісли» (1980)
- «Велике коротке життя» (1981)
- «Високий перевал» (1981)
- «Два дні на початку грудня» (1981)
- «Я — Хортиця» (1981)
- «Грачі» (1982)
- «Якщо ворог не здається…» (1982)
- «Знайди свій дім» (1982)
- «Бастіон» (1983)
- «Раптовий викид» (1983)
- «Водоворіт» (1983)
- «Карастоянови» (1983)
- «Климко» (1983)
- «Провал операції „Велика ведмедиця“» (1983)
- «Володьчине життя» (1984)
- «Прелюдія долі» (1984)
- «Вина лейтенанта Некрасова» (1985)
- «Ми звинувачуємо» (1985)
- «Поїзд поза розкладом» (1985)
- «Побачення на Чумацькому шляху» (1985)
- «Скарга» (1986)
- «І в звуках пам'ять відгукнеться» (1986)
- «Ігор Саввович» (1986)
- «Мама, рідна, любима...» (1986)
- «Міст через життя» (1986)
- «Жменяки» (1987)
- «Генеральна репетиція» (1988)
- «Небилиці про Івана» (1989)
- «Сіроманець» (1989)
- «Буйна» (1990)
- «Війна на західному напрямку» (1990)
- «Далі польоту стріли» (1990)
- «Допінг для янголів» (1990)
- «Мої люди» (1990)
- «Розпад» (1990)
- «Чорна долина» (1990)
- «Зірка шерифа» (1991)
- «Особиста зброя» (1991)
- «Ніагара» (1991)
- «Тарас Шевченко. Заповіт» (1992—1997)
- «Кайдашева сім'я» (1993)
- «Викуп» (1994)
- «Дорога на Січ» (1994)
- «Страчені світанки» (1995)
- «Поет і княжна» (1999)
- «Завтра буде завтра» (2003)
- «Небо в горошок» (2004)
- «Інше життя, або втеча з того світу» (2006)[5]
- «Солодкі сни» (2006)
- «Танго кохання» (2006)
- «На мосту» (2007)
- «Російський трикутник» (2007)
- «Повернення Мухтара» (5 і 8 сезони) (2009—2012)
- «Свати-3» (2009)
- «Диво» (2009)
- «Віталька» (2012—2016)

## Ролі на радіо
- «Життя відстанню в десять хвилин» (2002—2006)

## Дублювання та озвучення
- Великі перегони — (озвучення студій «PRO-TV»\"Бабич-Дизайн" на замовлення телеканалу «1+1»)
- Клан Сопрано — (багатоголосе закадрове озвучення студії «ТВ+» на замовлення телекомпанії «ICTV»)
- Крамер проти Крамер — (дубляж студій «Пілот»\"Так Треба Продакшн" на замовлення телекомпанії «Інтер»)
- Вир світів — (багатоголосе закадрове озвучення телеканалу «ICTV»)
- День шакала — (багатоголосе закадрове озвучення телеканалу «ICTV»)
- Мулан 2 — (дубляж компанії «Невафільм Україна»)
- Сезон полювання — (дубляж компанії «Невафільм Україна»)
- Дзеркала — (дубляж компанії «Невафільм Україна»)
- Австралія — (дубляж компанії «Невафільм Україна»)
- 2012 — (дубляж компанії «Невафільм Україна»)
- День, коли земля зупинилась — (дубляж компанії «Невафільм Україна»)
- Перлини дракона: Еволюція — (дубляж компанії «Невафільм Україна»)
- Міккі: І знову під Різдво — (дубляж компанії «Невафільм Україна»)
- Шерлок Холмс — (дубляж студії «Cinetype»)
- Темний лицар — (дубляж студії «Cinetype»)
- Пригоди у Вегасі — (дубляж студії «Central Production International Group»)
- Волл-стріт 2: Гроші ніколи не сплять — (дубляж студій «Постмодерн»\"Central Production International Group")
- Мандри Гулівера — (дубляж студій «Постмодерн»\"Central Production International Group")
- Титанік — (дубляж студії «Постмодерн»)
- Трансформери (4 частини) — (дубляж студії «Постмодерн»)
- Невідомий — (дубляж студії «Постмодерн»)
- Месники — (дубляж студії «Постмодерн»)
- Панда Кунг-Фу 2 — (дубляж студії «Постмодерн»)
- Мисливці на гангстерів — (дубляж студії «Постмодерн»)
- Зараза — (дубляж студії «Постмодерн»)
- Зелений ліхтар — (дубляж студії «Постмодерн»)
- Нестерпні боси — (дубляж студії «Постмодерн»)
- Хоббіт (3 частини) — (дубляж студії «Постмодерн»)
- Льодовиковий період: Різдво мамонтів — (дубляж студії «Постмодерн»)
- Пригоди Тінтіна: Таємниця «Єдинорога» — (дубляж студії «Постмодерн»)
- Пінгвіни містера Поппера — (дубляж студії «Постмодерн»)
- Похмілля-3 — (дубляж студії «Постмодерн»)
- Гічкок — (дубляж студії «Постмодерн»)
- Похмурі тіні — (дубляж студії «Постмодерн»)
- Бі Муві: Медова змова — (дубляж студії «Постмодерн»)
- Аладдін — (дубляж студії «Le Doyen»)
- Король Лев: Тімон і Пумба — (дубляж студії «Le Doyen»)
- Літачки: Рятувальний загін — (дубляж студії «Le Doyen»)
- Вартові галактики — (дубляж студії «Le Doyen»)
- Вище неба — (дубляж студії «Le Doyen»)
- Джанго вільний — (дубляж студії «Le Doyen»)
- Білосніжка та мисливець — (дубляж студії «Le Doyen»)
- Куди поділися Моргани? — (дубляж студії «Le Doyen»)
- Священик — (дубляж студії «Le Doyen»)
- Робін Гуд — (дубляж студії «Le Doyen»)
- Оголена спокуса — (дубляж студії «Le Doyen»)
- Дев'ять — (дубляж студії «Le Doyen»)
- Рапунцель: Заплутана історія — (дубляж студії «Le Doyen»)
- Ранго — (дубляж студії «Le Doyen»)
- Казки на ніч — (дубляж студії «Le Doyen»)
- Супер шістка — (дубляж студії «Le Doyen»)
- Ральф-руйнівник — (дубляж студії «Le Doyen»)
- Пірати! Банда невдах — (дубляж студії «Le Doyen»)
- Оз: Великий та могутній — (дубляж студії «Le Doyen»)
- Самотній рейнджер — (дубляж студії «Le Doyen»)
- Маппет-шоу — (дубляж студії «Le Doyen»)
- Хранителі — (дубляж студії «Le Doyen»)
- Супер 8 — (дубляж студії «Le Doyen»)
- Бойовий кінь — (дубляж студії «Le Doyen»)
- Люблю тебе, чувак — (дубляж студії «Le Doyen»)
- Людина, яка змінила все — (дубляж студії «Le Doyen»)
- Принц Персії: Піски часу — (дубляж студії «Le Doyen»)
- Відьмина гора — (дубляж студії «Le Doyen»)
- Зоряний шлях — (дубляж студії «Le Doyen»)
- Справжня мужність — (дубляж студії «Le Doyen»)
- Полювання на колишню — (дубляж студії «Le Doyen»)
- Нещадний — (дубляж студії «Le Doyen»)
- Людина-вовк — (дубляж студії «Le Doyen»)
- Морський бій — (дубляж студії «Le Doyen»)
- Джек Річер — (дубляж студії «Le Doyen»)
- Нова Людина-павук 2: Висока напруга — (дубляж студії «Le Doyen»)
- Перший месник: Друга війна — (дубляж студії «Le Doyen»)
- Стартрек: Відплата — (дубляж студії «Le Doyen»)
- Агент Джонні Інгліш: Перезапуск — (дубляж студії «Le Doyen»)
- Заміж у високосний рік — (дубляж студії «Le Doyen»)
- Знайомство з Факерами 2 — (дубляж студії «Le Doyen»)
- Ультиматум Борна — (кінотеатральний дубляж)
- Американський гангстер — (кінотеатральний дубляж)